# Чистяков, Василий Михайлович (пехотинец)
Василий Михайлович Чистяков (1919, Михайловское, Ярославская губерния — 8 августа 1944, Польша) — младший лейтенант Рабоче-крестьянской Красной Армии, участник Великой Отечественной войны, Герой Советского Союза (1944).

## Биография
Василий Чистяков родился в 1919 году в селе Михайловское (ныне — Ростовский район Ярославской области). В мае 1943 года он был призван на службу в Рабоче-крестьянскую Красную Армию. С августа того же года — на фронтах Великой Отечественной войны.
К июлю 1944 года младший лейтенант Василий Чистяков командовал взводом 1176-го стрелкового полка 350-й стрелковой дивизии 13-й армии 1-го Украинского фронта. Отличился во время освобождения Польши. 29 июля 1944 года взвод Чистякова переправился через Вислу и принял активное участие в боях за захват, удержание и расширение Сандомирского плацдарма. В тех боях Чистяков получил тяжёлое ранение, от которого скончался 8 августа 1944 года.
Указом Президиума Верховного Совета СССР от 23 сентября 1944 года младший лейтенант Василий Чистяков посмертно был удостоен высокого звания Героя Советского Союза. Также посмертно был награждён орденом Ленина.